# Македонська-Камениця (община)
Община Македонська-Камениця (мак. Општина Македонска Каменица) — община в Північній Македонії. Адміністративний центр — містечко Македонська-Камениця. Розташована в східній частині Македонії Східний статистично-економічний регіон з населенням 8 110 мешканців, які проживають на площі — 190,37 км².
Община межує з Сербією та з іншими общинами Македонії:
- зі сходу — громадами Кюстендил та Невестино Болгарії;
- із заходу — община Кочани;
- з південного сходу — община Делчево;
- з півдня — община Виниця;
- з північного заходу — община Крива Паланка.

Етнічний склад общини:
- македонці — 8 055 — 99,3%
- серби — 24 — 0,3%
- цигани — 14 — 0,2%
- інші групи — 17  — 0,2%

## Населені пункти
Общині підпорядковані 9 населених пунктів (громад):
- Македонська-Камениця;
- Дулиця;
- Косевиця;
- Костин Діл;
- Луковиця;
- Моштиця;
- Саса;
- Тодоровці;
- Цера.